# Imperativo categórico
O Imperativo categórico (em alemão:  kategorischer Imperativ) é um dos principais conceitos da filosofia de Immanuel Kant. A ética, segundo a visão de Kant, tem como conceito esse sistema. Para o filósofo prussiano, imperativo categórico é o dever de toda pessoa agir conforme princípios dos quais considera que seriam benéficos caso fossem seguidos por todos os seres humanos: se é desejado que um princípio seja uma lei da natureza humana, deve-se colocá-lo à prova, realizando-o para consigo mesmo antes de impor tal princípio aos outros. Em suas obras, Kant afirma que é necessário tomar decisões como um ato moral, ou seja, sem agredir ou afetar outras pessoas.
Introduzido na Fundamentação da Metafísica da Moral de Kant, de 1785, é uma forma de avaliar as motivações para a ação. É mais conhecido em sua formulação original: "Aja apenas de acordo com aquela máxima pela qual você pode, ao mesmo tempo, querer que ela se torne uma lei universal".
Segundo Kant, os seres sencientes ocupam um lugar especial na criação, e a moralidade pode ser resumida em um imperativo, ou mandamento último da razão, do qual derivam todos os deveres e obrigações. Ele define um imperativo como qualquer proposição declarando que uma determinada ação (ou inação) é necessária. Imperativos hipotéticos se aplicam a alguém que deseja atingir certos fins. Por exemplo, "preciso beber algo para matar a sede" ou "preciso estudar para passar neste exame". Um imperativo categórico, por outro lado, denota uma exigência absoluta e incondicional que deve ser obedecida em todas as circunstâncias e se justifica como um fim em si mesmo.

## Estrutura

### Razão pura prática
A capacidade que subjaz a decidir o que é moral chama-se razão prática pura, que se contrapõe a: razão pura, que é a capacidade de conhecer sem ter sido mostrado; e razão prática, que nos permite interagir com o mundo na experiência.
Imperativos hipotéticos nos dizem quais meios melhores alcançam nossos fins. No entanto, eles não nos dizem quais os fins que devemos escolher. A dicotomia típica na escolha de fins é entre fins que são certos (por exemplo, ajudar alguém) e aqueles que são bons (por exemplo, enriquecer a si mesmo). Kant considerava que o certo é superior ao bom; para ele, o último era moralmente irrelevante. Na visão de Kant, uma pessoa não pode decidir se a conduta é correta, ou moral, por meios empíricos. Tais julgamentos devem ser alcançados a priori, usando a razão pura prática.

## Formulações
O imperativo categórico é enunciado com três diferentes fórmulas (e suas variantes). São elas:
1. Lei Universal: "Aja como se a máxima de tua ação devesse tornar-se, através da tua vontade, uma lei universal." Variante: "Age como se a máxima da tua ação fosse para ser transformada, através da tua vontade, em uma lei universal da natureza."
2. Fim em si mesmo: "Aja de tal forma que uses a humanidade, tanto na tua pessoa, como na pessoa de qualquer outro, sempre e ao mesmo tempo como fim e nunca simplesmente como meio."
3. Legislador Universal (ou da Autonomia): "Aja de tal maneira que tua vontade possa encarar a si mesma, ao mesmo tempo, como um legislador universal através de suas máximas." Variante: "Age como se fosses, através de suas máximas, sempre um membro legislador no reino universal dos fins."

Resumo do imperativo categórico de Kant, segundo a recepção do filósofo alemão Habermas:
"O Imperativo Categórico, segundo Kant, pode ser entendido como um princípio que exige a possibilidade de universalizar as maneiras de agir e também as máximas ou, antes, os interesses que elas levam em conta (e que, por conseguinte, tomam corpo nas normas da ação). Kant, por isso, quer eliminar como inválidas todas as normas que 'contradizem' essa exigência do Imperativo Categórico" (HABERMAS, Jürgen. Livro: Consciência moral e agir comunicativo. Edição de 1989. Editora: Tempo Brasileiro. Capítulo III, p. 84).